# Blood Tea and Red String
Blood Tea and Red String ist ein Animationsfilm von Christiane Cegavske aus dem Jahr 2006. Er spielt in einem Märchenland und handelt von einer Gruppe von Wesen, die unter einer Eiche hausen und von drei Mäusen den Auftrag erhalten, eine Marionette anzufertigen. Die Eichenbewohner verlieben sich jedoch in die vollendete Puppe und verweigern sie den Mäusen, woraufhin die Mäuse sie stehlen. Daraufhin begeben sich die Eichenbewohner auf eine Reise, um die Puppe zurückzuholen.
Der Film wurde über zwölf Jahre hinweg im Stop-Motion-Verfahren gedreht und kommt ohne Dialoge aus, der Soundtrack stammt von Mark Growden.

## Handlung
Im Mittelpunkt der Handlung stehen vier pelzige „Wesen, die unter der Eiche hausen“ (Creatures Who Dwell Under the Oak) und eines Tages Besuch von drei weißen Mäusen in einer Schildkrötenkutsche erhalten. Die Mäuse beauftragen sie, anhand eines Porträts einer Frau eine Marionette anzufertigen. Als die Eichenbewohner jedoch die Puppe fertiggestellt haben, können sie sich nicht mehr von ihr trennen und weisen die Mäuse ab. In die Puppe nähen sie ein Ei ein, das der Bach neben ihrem Heim angeschwemmt hat, anschließend befestigen sie die Puppe über ihrer Haustür. Die Mäuse stehlen jedoch die Puppe in der Nacht darauf und entführen sie in ihr Haus. Als die Eichenbewohner den Diebstahl bemerken, machen sich drei von ihnen auf den Weg, sie zurückzuholen.
Unterwegs geraten sie in einen verzauberten Garten, von dessen Früchten sie essen. Sie fallen in einen tiefen Schlaf und werden von fleischfressenden Pflanzen verschlungen, jedoch rettet sie ein zaubernder Frosch, der sie in seine Hütte nimmt und ihnen zu essen gibt, bevor sie weiterziehen. Während die Eichenbewohner durch das Land ziehen, dinieren die Mäuse mit der Marionette, trinken blutroten Tee und spielen Karten. Eine Vögel fressende Spinne weist den Eichenbewohnern schließlich den Weg zum Haus der Mäuse. Dort schlüpft aus dem Bauch der Puppe ein Vogel mit deren Gesicht, der durch das Fenster flieht. Die Eichenbewohner folgen ihm und finden ihn leblos im Netz der Spinne, die ihn gegen eine der verzauberten Früchte tauscht. Sie bringen ihn zur Hütte des Frosches, doch auch dieser kann nichts mehr für den Vogel tun. Derweil sind zwei der Mäuse eingeschlafen, die dritte sucht mit der Puppe die Spinne auf, und tauscht die Schildkröte der Mäuse gegen ein paar Federn des Vogels. Anschließend macht sie sich auf den Weg zur Eiche.
Dort bestatten die Pelztiere den Vogel, indem sie ihn vom Bach forttragen lassen. In der Zwischenzeit wachen die beiden Mäuse auf und machen sich auf die Suche nach ihrem Kumpanen. Sie finden allerdings nur die Schildkröte in den Fäden der Spinne und entreißen ihr das Tier. Die dritte Maus trifft am Haus der Eichenbewohner ein und übergibt ihnen die Puppe. Als jedoch die anderen beiden Mäuse ebenfalls die Eiche erreichen, kommt es zum Streit um die Puppe, die daraufhin kaputt geht. Die Eichenbewohner geben sie den Mäusen zurück, die daraufhin in ihr Haus zurückkehren.

## Produktion

### Dreh
Cegavske begann nach ihrem Abschluss am San Francisco Art Institute im Juni 1993 mit den Dreharbeiten zu Blood Tea and Red String. Sie finanzierte den Film ohne Drittmittel und drehte die Einstellungen mit einer Bolex-Kamera im 16-mm-Format. Die rund 30 cm großen Figuren fertigte sie in Handarbeit, wobei sie das Skript mit jeder zusätzlichen Figur erweiterte und veränderte. Den Großteil der Szenen nahm sie in ihrem damaligen Zuhause, einer Lagerhalle in San Francisco, auf. Insgesamt nahm die Arbeit an der Stop-Motion-Produktion rund zwölf Jahre in Anspruch, wobei Cergavske allerdings auch noch andere Projekte verfolgte, etwa die Mitarbeit an Asia Argentos Film The Heart Is Deceitful Above All Things. Für den Soundtrack von Blood Tea and Red String zeichnete der Folk-Musiker Mark Growden aus San Francisco verantwortlich, wobei er vor allem Flöten verwendete, mit denen das Spiel der Filmfiguren unterlegt wurde.

### Veröffentlichung
Blood Tea and Red String feierte am 3. Februar 2006 auf dem San Francisco Indiefest Premiere. In der Folge wurde er auf einer Reihe weiterer Independent-Filmfestivals gezeigt, etwa bei Sitges 2006 und dem Weekend of Fear 2007. In Deutschland lief er erstmals am 20. Juli 2010 im Fernsehen.

## Kritiken
In den Rezensionen wurde mehrfach auf Einflüsse des tschechischen Surrealisten Jan Švankmajer auf Cegavskes Werk hingewiesen. Der Stil des Films wurde als grotesk, märchenhaft und zugleich düster beschrieben. Blood Tea and Red String erhielt nur wenig Aufmerksamkeit, die Urteile fielen jedoch durchweg positiv aus:

„A wordless stop-motion-animated feature shot on 16-millimeter film, ‚Blood Tea and Red String‘ is wondrously obsolete, a scruffy rebuttal to the digital suavity and celebrity shenanigans of the Pixar era.“

„Als wortloser 16-Millimeter-Kinofilm ist „Blood Tea and Red String“ in wundersamer Weise unmodern, eine ungeschönte Antithese zur digitalen Artigkeit und dem gestellten Starkult der Ära Pixar.“

„Often grotesque, though never in the ‚Sick and Twisted‘ juvenile gross-out mode, dreamlike feature is as lovingly crafted as it is unsettlingly sour-sweet, with Mark Growden’s avant-garde folk score in perfect synch.“

„Dieser Film ist – oft grotesk, wenn auch nie auf die krank-verrückte pubertäre Ekel-Tour – so liebenswert gemacht wie er gleichzeitig auf bittersüße Weise verstörend ist. Mark Growdens avantgardistische Folk-Musik bewegt sich dazu im perfekten Einklang.“

## Auszeichnungen
Blood Tea and Red String gewann auf dem San Francisco Indiefest 2006 den Publikumspreis sowie die Auszeichnung für den besten Animationsfilm. Christiane Cegavske erhielt im gleichen Jahr den Preis für die beste Regie auf dem Spudfest. Auf dem Fantasia Film Fest in Montreal 2006 kam Blood Tea and Red String auf den zweiten Platz der Publikumswertung.